# 1 500 mètres masculin aux championnats du monde d'athlétisme 2003
Navigation
Edmonton 2001 Helsinki 2005
L'épreuve du 1 500 mètres masculin des championnats du monde d'athlétisme 2003 s'est déroulée du 23 au 27 août 2003 au Stade de France à Saint-Denis, en France. Elle est remportée par le Marocain Hicham El Guerrouj qui remporte son quatrième titre consécutif dans cette discipline.

## Résultats

### Finale
| Rang               | Athlète              | Pays     | Temps         | Notes |
| ------------------ | -------------------- | -------- | ------------- | ----- |
| Médaille d'or      | Hicham El Guerrouj   | Maroc    | 3 min 31 s 77 |       |
| Médaille d'argent  | Mehdi Baala          | France   | 3 min 32 s 31 |       |
| Médaille de bronze | Ivan Heshko          | Ukraine  | 3 min 33 s 17 |       |
| 4.                 | Paul Korir           | Kenya    | 3 min 33 s 47 |       |
| 5.                 | Rui Silva            | Portugal | 3 min 33 s 68 |       |
| 6.                 | Reyes Estévez        | Espagne  | 3 min 33 s 84 |       |
| 7.                 | Gert-Jan Liefers     | Pays-Bas | 3 min 33 s 99 | SB    |
| 8.                 | Vyacheslav Shabunin  | Russie   | 3 min 34 s 37 |       |
| 9.                 | Isaac Kiprono Songok | Kenya    | 3 min 34 s 39 |       |
| 10.                | Roberto Parra        | Espagne  | 3 min 35 s 02 | PB    |
| 11.                | Juan Carlos Higuero  | Espagne  | 3 min 38 s 49 |       |
| —                  | Fouad Chouki         | France   | DQ            |       |

## Légende
Records et Performances
- AR : Record continental (area record)
- CR : Record des championnats (championship record)
- MR : Record du meeting (meet record)
- NR : Record national (national record)
- OR : Record olympique (olympic record)
- PR : Record paralympique (paralympic record)
- PB : Record personnel (personal best)
- SB : Meilleure performance personnelle de la saison (season's best)
- WL : Meilleure performance mondiale de l'année (world leader)
- WJR : Record du monde junior (world junior record)
- WR : Record du monde (world record)

Circonstances et Conditions
- DNF : N'a pas terminé (did not finish)
- DNS : N'a pas pris le départ (did not start)
- DQ : Disqualification (disqualification)
- NM : Aucun essai valable enregistré (No Mark)
- Q : Qualifié « directement » au prochain tour (ou à la prochaine compétition), lors d'une compétition majeure, grâce au classement ou à la réalisation des minima (automatic qualifier)
- q : Qualifié au prochain tour (ou à la prochaine compétition), lors d'une compétition majeure, grâce au repêchage ou à la réalisation de l'une des meilleures performances parmi celles des « non qualifiés directement » (grâce au meilleur temps ou à la meilleure distance par exemple) (secondary qualifier)